# Microsorum baithoense
Microsorum baithoense är en stensöteväxtart som beskrevs av V. N. Tu. Microsorum baithoense ingår i släktet Microsorum och familjen Polypodiaceae. Inga underarter finns listade.